# Theodore Pitcairn
Theodore Pitcairn (* 5. November 1893 in Philadelphia; † 17. Dezember 1973 in Bryn Athyn, Pennsylvania) war ein amerikanischer Pfarrer, Kunstsammler und Mäzen.

## Leben

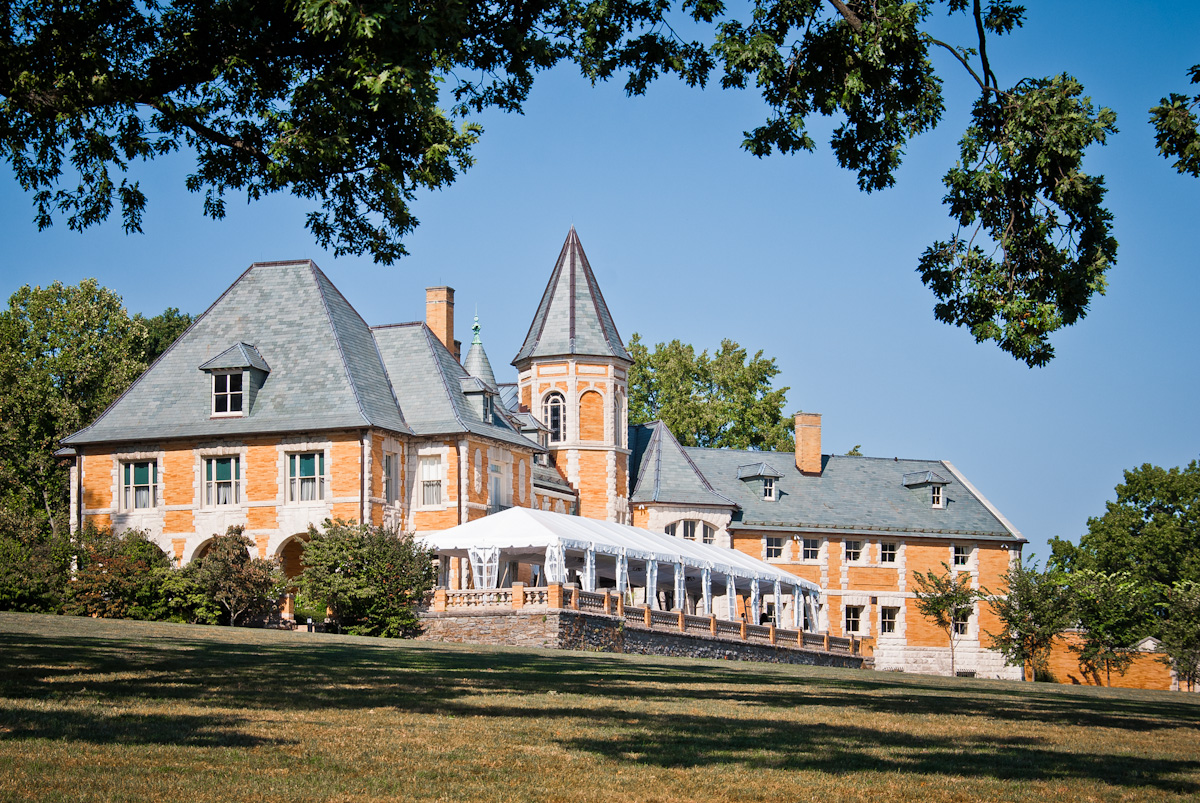
Cairnwood Mansion, das Elternhaus von Theodore Pitcairn

Theodore Pitcairn kam 1893 als Sohn von John Pitcairn Jr. und seiner Frau Gertrude, geborene Strakey, in Philadelphia zur Welt. Der Vater war der Begründer des Glasunternehmens Pittsburgh Plate Glass Company (heute PPG Industries) und verfügte über ein erhebliches Vermögen. Darüber hinaus unterstützte er maßgeblich die General Church of the New Jerusalem, eine Religionsgemeinschaft, die sich auf die Schriften von Emanuel Swedenborg beruft. Theodore Pitcairn hatte drei Brüder und eine Schwester. Der älteste Bruder Raymond Pitcairn wurde Rechtsanwalt und leitete später den Bau des vom Vater finanzierten neogotischen Kirchengebäudes Bryn Athyn Cathedral. Der jüngere Bruder Harold Pitcairn war als Ingenieur tätig. 1895 bezog die Familie Pitcairn ihren neuen Wohnsitz Cairnwood in Huntingdon Valley nördlich von Philadelphia.
Im benachbarten Bryn Athyn besuchte Theodore Pitcairn die Parish School, eine kirchliche Schule der General Church of the New Jerusalem. Am New Church Boys College erlangte er 1913 seinen High-School-Abschluss. Danach begann er zunächst ein Studium der Theologie an der University of Pennsylvania in Philadelphia, wechselte jedoch später an die Academy of the New Church Theological School in Bryn Athyn. Dort schloss er sein Studium 1918 als Reverend ab. Anschließend ging er für mehrere Jahre als Missionar nach Basutoland (heute Lesotho).
In den 1920er Jahren pendelte Pitcairn mehrfach zwischen Europa und den Vereinigten Staaten. In dieser Zeit begann er mit dem Aufbau einer privaten Kunstsammlung, zu der Werke wie Mann im orientalischen Kostüm aus dem Umkreis von Rembrandt (heute Philadelphia Museum of Art) und Heiliger Lukas aus dem Umkreis von El Greco (Privatsammlung) gehörten. In der Sammlung befanden sich weiterhin Werke des Impressionismus wie Die Terrasse von Sainte-Adresse von Claude Monet (Metropolitan Museum of Art, New York) und La berge à Saint-Mammès von Alfred Sisley (Privatsammlung). Von Vincent van Gogh besaß Pitcairn die Gemälde Der Sämann (Hammer Museum, Los Angeles), Bildnis Adeline Ravoux (Privatsammlung) und Bildnis der Mutter (Norton Simon Museum, Pasadena).

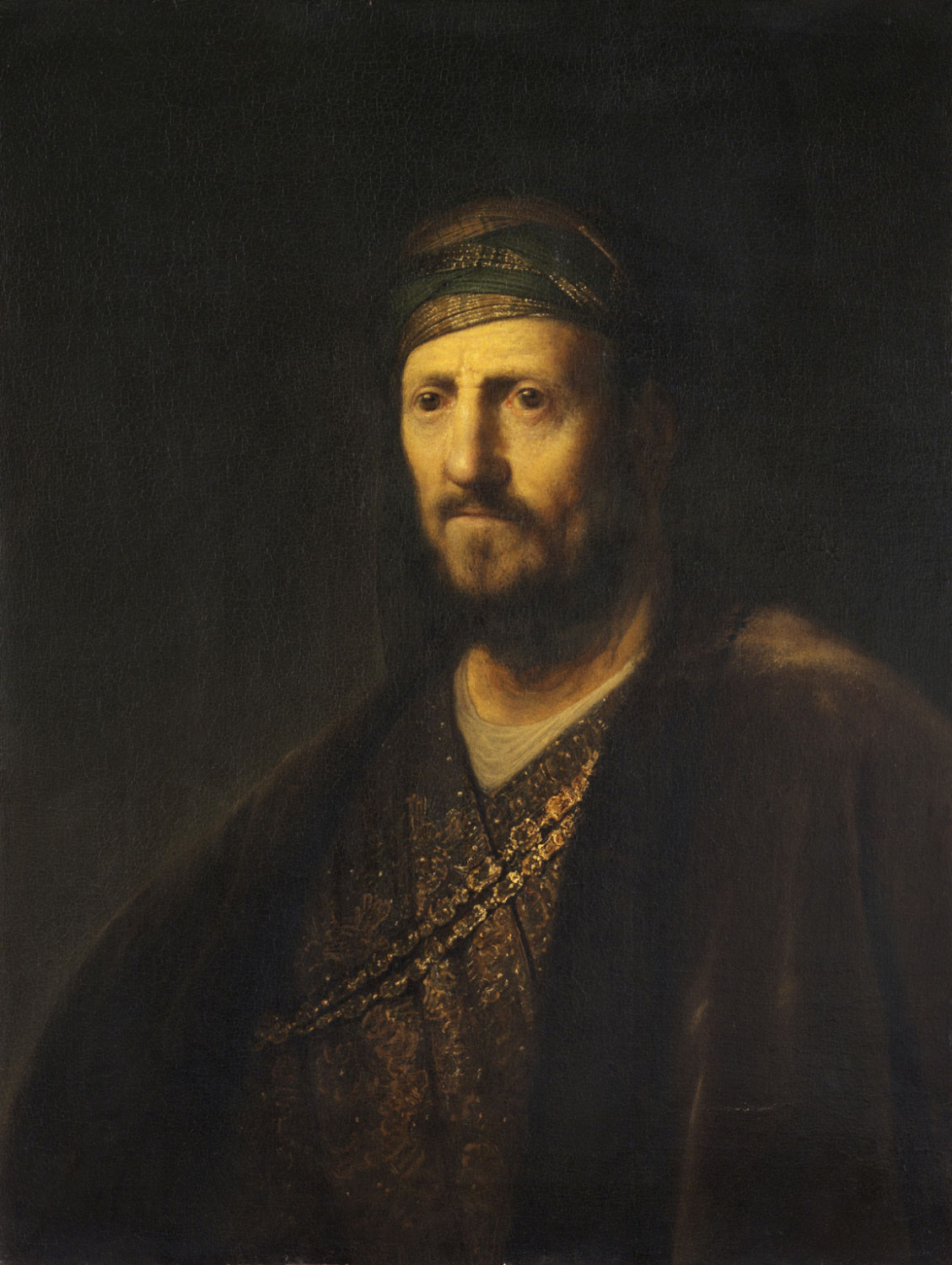
Rembrandt (Umkreis): Mann im orientalischen Kostüm
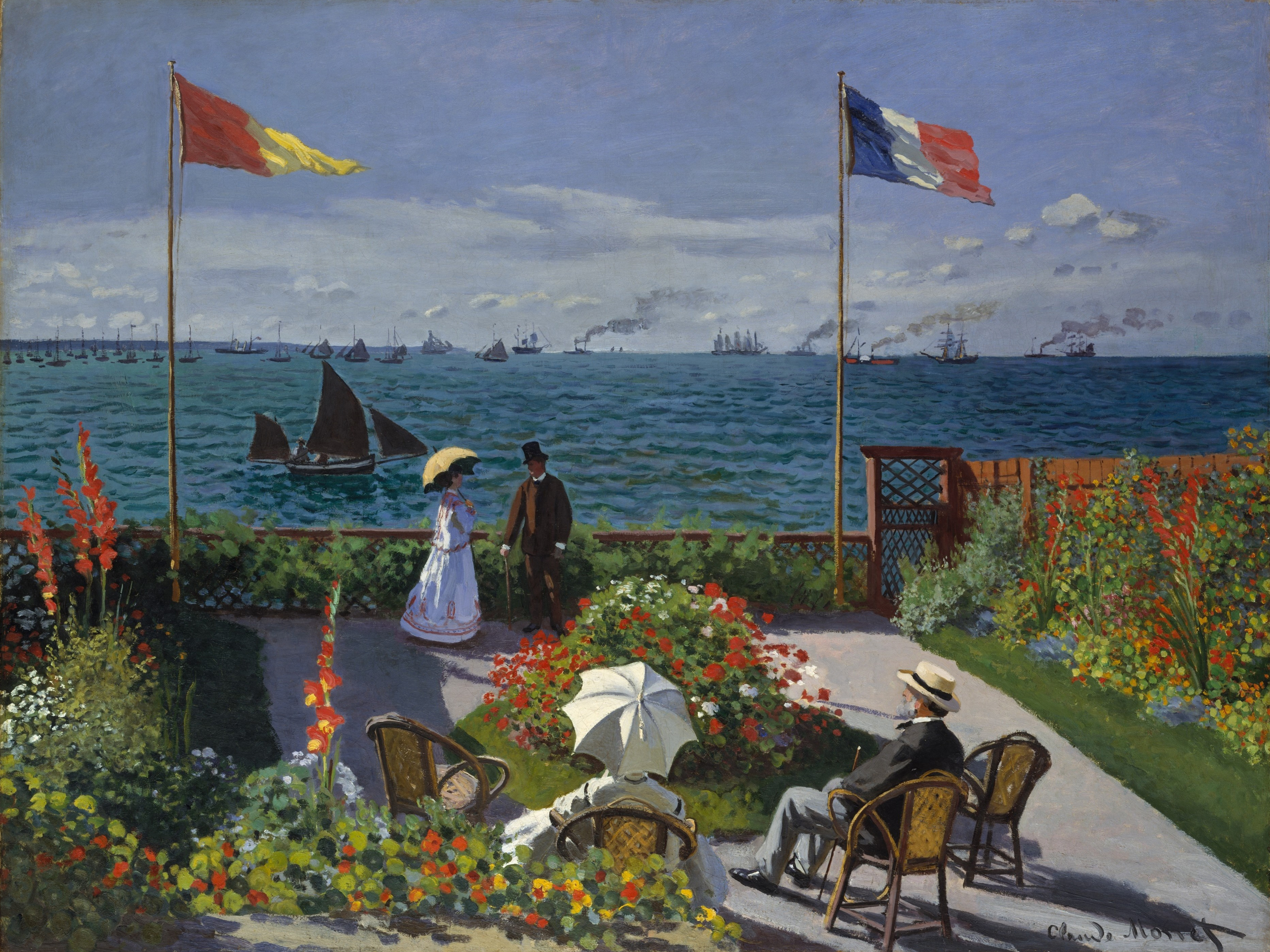
Claude Monet: Die Terrasse von Sainte-Adresse
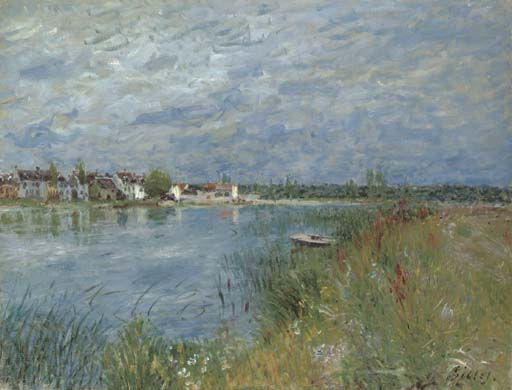
Alfred Sisley: La berge à Saint-Mammès
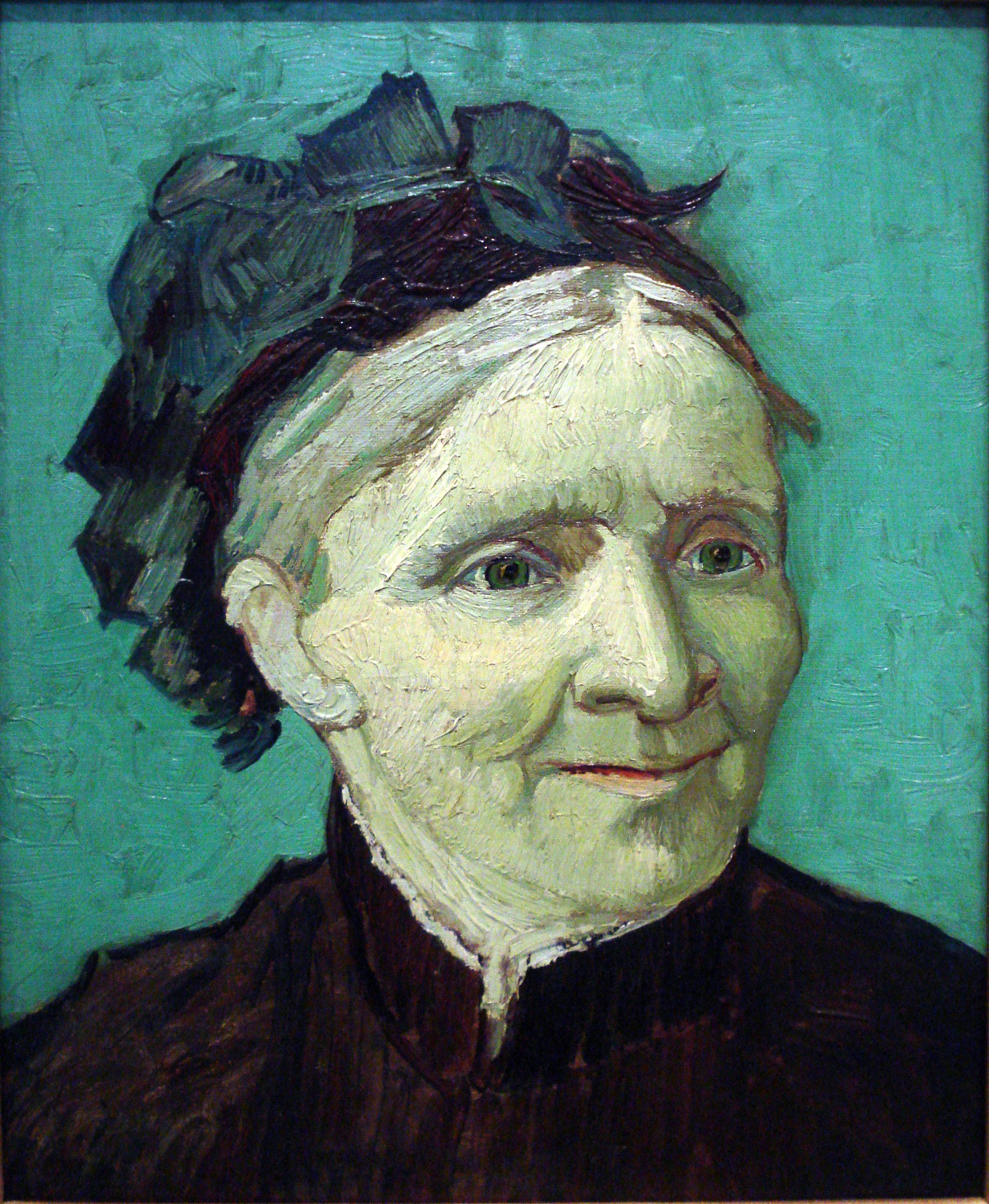
Vincent van Gogh: Bildnis der Mutter

1921 lernte Pitcairn in den Niederlanden über den Bankier Nicolaas Urban den Maler Philippe Smit kennen, den er seitdem besonders schätze. Pitcairn erwarb von ihm das Bild Marijke mit dem weißen Federfächer, in dem Smit Urbans Tochter Marijke (1905–1978) porträtiert hatte. 1926 heirateten Pitcairn und Marijke (später Maryke) Urban. Das Paar siedelte anschließend in die Vereinigten Staaten über. Aus der Ehe von Theodore und Maryke Pitcairn stammen zwei Söhne und vier Töchter. 1929 ließen sich Pitcairns Schwiegereltern scheiden. Die Schwiegermutter Berendina Urban heiratete 1940 Philippe Smit. Für Smit ließ Pitcairn auf dessen Anwesen in Frankreich ein Atelier einrichten und erwarb den Großteil seiner Werke.

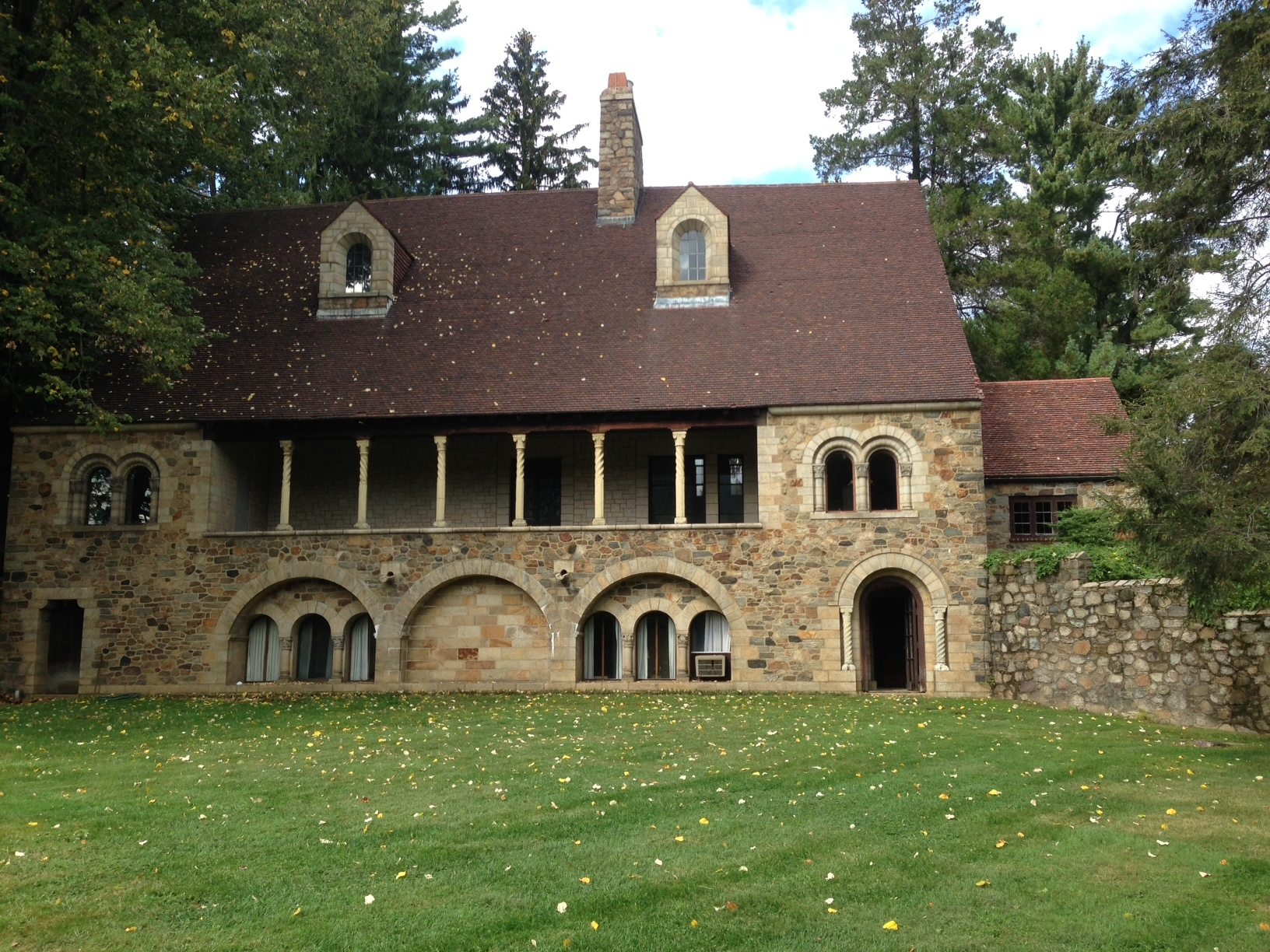
Gebäude der Lord’s New Church in Bryn Athyn, Pa.

Pitcairn verfasste einige religiöse Schriften, darunter 1927 The Book Sealed with Seven Seals und 1930 The Seven Days of Creation. Differenzen zu religiösen Fragen führten Ende der 1930er Jahre dazu, dass sich Pitcairn mit anderen Kirchenmitgliedern von der General Church of the New Jerusalem trennten. Sie gründeten als Abspaltung eine neue Kirche, die The Lord’s New Church Which Is Nova Hierosolyma. Pitcairn leitete die Kirche bis 1960 und ging 1962 als Priester in den Ruhestand.
1947 begründete Pitcairn die gemeinnützige Beneficia Foundation, die Institutionen im Bereich der Kirche, Bildung und Kultur unterstützt. Im Musik-Bereich erhielten beispielsweise das Chamber Symphony of Philadelphia und das Philadelphia Orchestra Zuwendungen. Pitcairn verkaufte zu Lebzeiten bereits bedeutende Stücke seiner Kunstsammlung, das Gemälde Mann im orientalischen Kostüm aus dem Umkreis von Rembrandt stiftete er dem Philadelphia Museum of Art.
Pitcairn starb 1973 im Alter von 80 Jahren in seinem Haus in Bryn Athyn. Sein Grab befindet sich in der Kapelle der The Lord’s New Church in Huntingdon Valley.